# Doss Glacier
Doss Glacier är en glaciär i Antarktis. Den ligger i Östantarktis. Nya Zeeland gör anspråk på området. Doss Glacier ligger 329 meter över havet.
Terrängen runt Doss Glacier är varierad. Trakten är obefolkad. Det finns inga samhällen i närheten. 